# Juegos Olímpicos en la Antigüedad

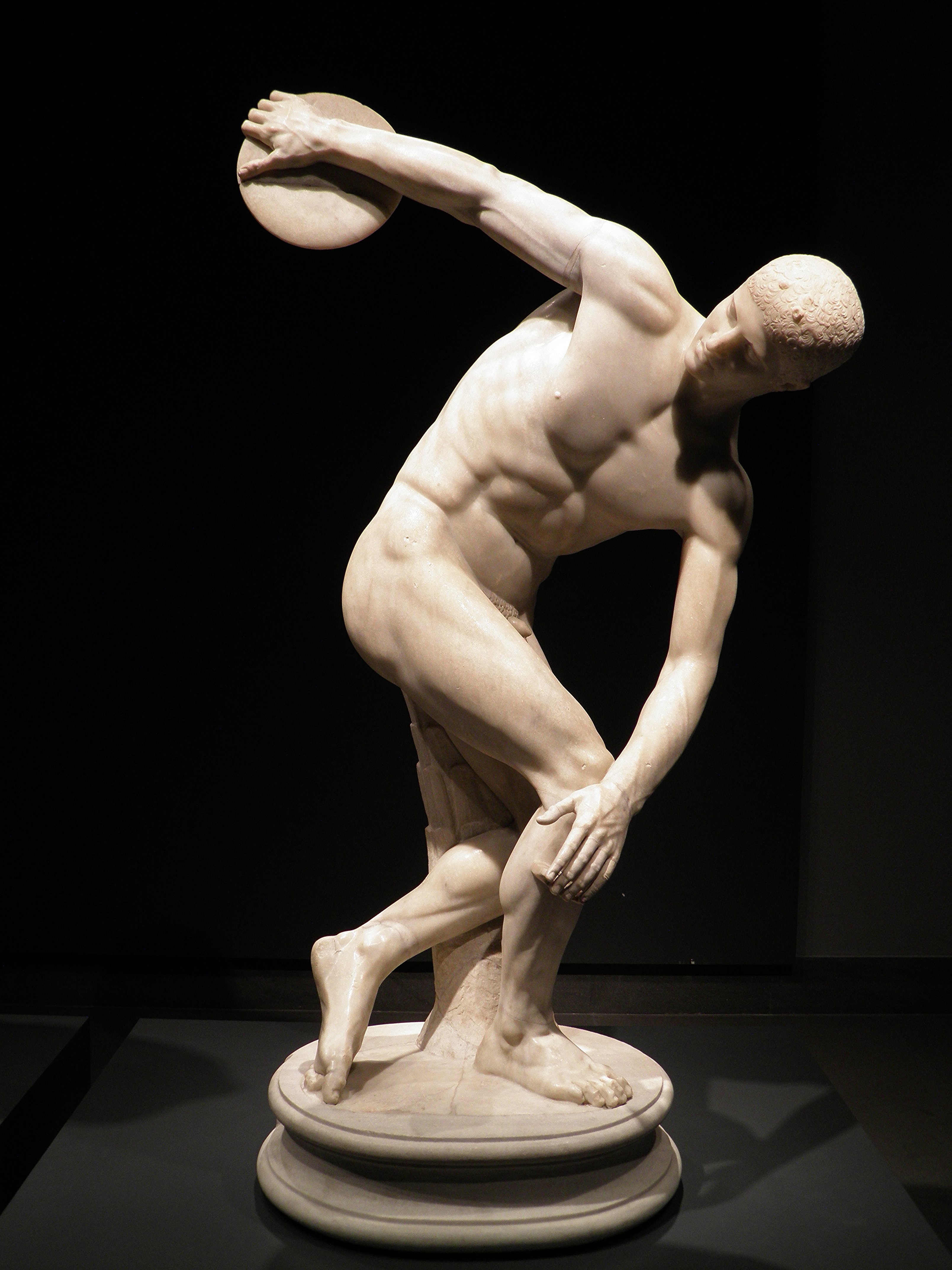
El discóbolo, copia de Mirón, Representa el lanzamiento de disco

En la antigua Grecia, los Juegos Olímpicos (en griego antiguo: Ὀλυμπιακοὶ Ἀɣώνες Ŏlympiacŏe agōnĕs; en latín: Ludi Olympici) fueron una serie de competiciones atléticas disputadas por representantes de diversas ciudades-Estado griegas a partir del año 776 a. C.
Los Juegos Olímpicos se disputaban normalmente cada cuatro años, el período de tiempo entre juegos era denominado olimpiada. Durante la celebración de la competición se promulgaba la Ἐκεχερία (ĕkĕchĕiría) o tregua olímpica, para permitir a los atletas viajar en condiciones de seguridad desde sus ciudades hasta Olimpia.  Los antiguos Juegos Olímpicos fueron bastante diferentes de los modernos; había menos eventos y sólo los hombres libres que hablaban griego podían competir, además de que se celebraban siempre en el mismo lugar.  
Por fuentes antiguas, entre los participantes más célebres se encuentra Alejandro Magno, que participó siendo adolescente, siglo IV a. C., en carrera de carros.
Los últimos Juegos Olímpicos de la Antigüedad se celebraron en el 393 d. C., casi doce siglos después de sus comienzos. Tras la adopción del cristianismo como religión oficial del Imperio romano con el Edicto de Tesalónica (27 de febrero de 380 d. C.), el emperador Teodosio prohibió toda celebración pagana, incluidos los Juegos Olímpicos.

## La preparación deportiva
Cuando los niños varones griegos libres cumplían doce años de edad ingresaban en la palestra, donde se les enseñaba a desarrollar los músculos y a controlar los nervios. A los dieciséis años entraban al gimnasio, donde los griegos realizaban ejercicios físicos y atletismo.  Los gimnasios contaban con una pista y lugares de ejercicio al aire libre entre los bosques. A los veinte años los griegos concluían su formación deportiva donde se les entregaban las armas y estaban capacitados para participar en los Juegos Olímpicos.

### Antecedentes

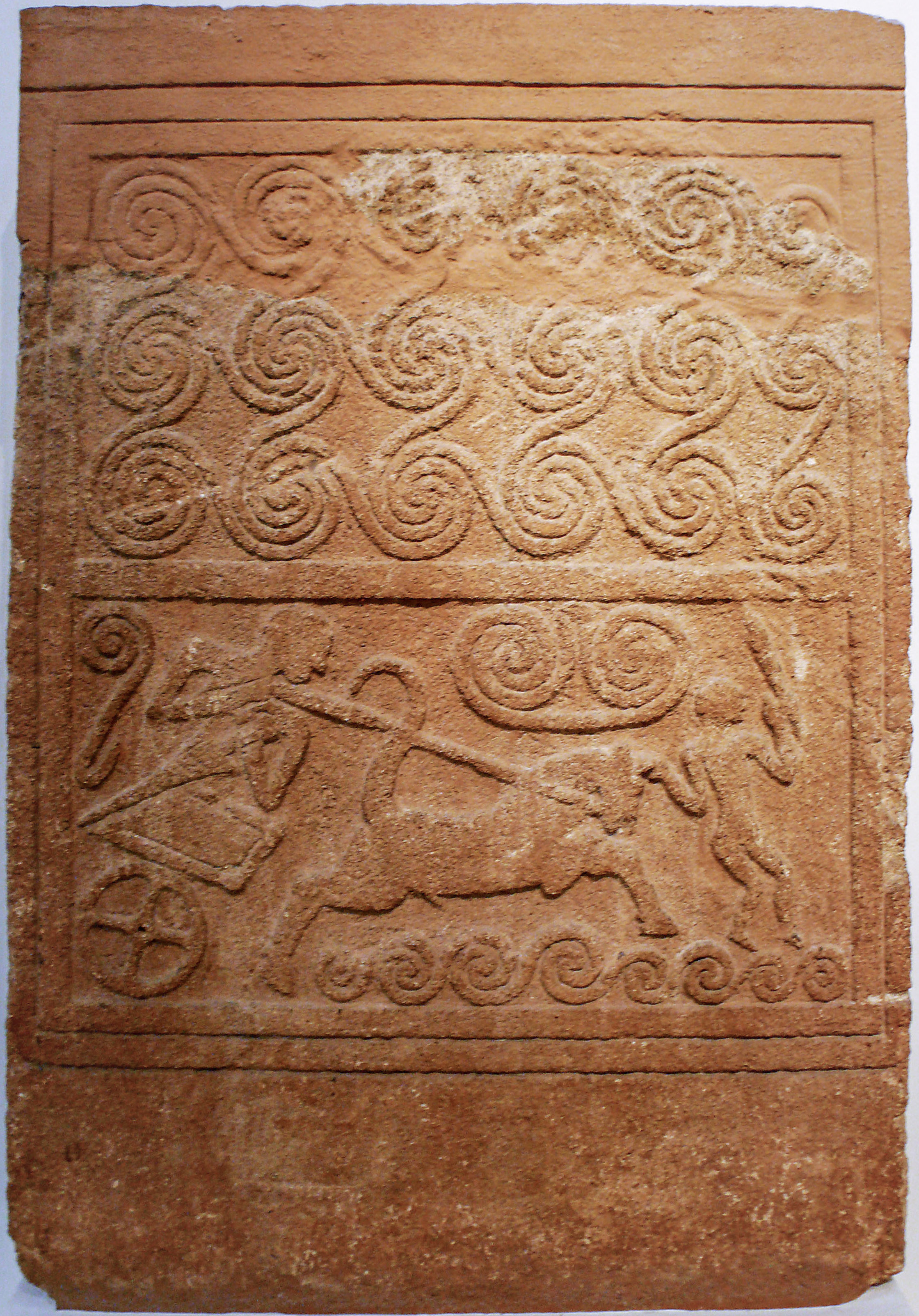
Estela funeraria con un relieve donde aparece una escena de un carro conducido por un auriga y otra figura ante él, quizá un soldado armado. Se ha tratado de interpretar la escena como una escena bélica de una hazaña realizada por el difunto o también como una carrera de carros.

Entre los antecedentes de las celebraciones de los diversos juegos deportivos en la antigua Grecia se ha señalado una posible conexión con eventos que tenían lugar en Creta durante la época minoica. Entre las pinturas al fresco de esta época aparecen juegos con toros y boxeadores. Por otra parte, en un ritón de Hagia Triada parecen representarse carreras y salto, pero la interpretación de esa escena es dudosa. De hecho, hay historiadores que rechazan la influencia cretense en los posteriores juegos de la antigua Grecia.
También ha sido objeto de debate la presencia de competiciones deportivas en la Grecia micénica, pese a que se ha sugerido que cuando apareció la religión micénica debió aparecer también el deporte, que estaría unido íntimamente a ella. También se ha apuntado la posibilidad de que la representación de un fresco de un carro en una estela funeraria de hacia 1600 a. C. represente una carrera. En un vaso chipriota del período micénico también se ha creído que están representados el boxeo y la carrera. 
Por otra parte, en la crónica de Paros se ofrecen supuestas cronologías de la Edad de Bronce acerca de la fundación de las Panateneas (1505/4 a. C.), de unos Juegos de Eleusis (entre 1324/3 y 1308/7 a. C.), de los Juegos Ístmicos (1259/8 a. C.), de los Juegos Nemeos (1251 a. C.) y de unos Juegos Panjonios (1086/5 a. C.)
Los certámenes de competencias deportivas aparecen en obras literarias de la época arcaica, en la que Homero en la Ilíada describe la celebración de los juegos fúnebres en honor a Patroclo. En ellos se realizaron pruebas de carrera de carros, pugilato, lucha, carrera a pie, combates, lanzamiento de peso, tiro con arco y lanzamiento de jabalina. En la Odisea narra los juegos en honor de Odiseo, en el que se realizaron carreras, lucha libre, pugilato, lanzamiento de disco y salto. Hesíodo, por su parte, cita unos juegos en honor de Anfidamante en el que el autor obtuvo la victoria en un certamen de poesía.

### Origen mitológico
Según un relato del geógrafo Pausanias, los juegos olímpicos fueron creados por Heracles Ideo, uno de los Dáctilos. Este propuso a sus hermanos una carrera en la que el vencedor sería premiado con una corona de olivo silvestre y estableció que los juegos se celebrasen cada cuatro años, puesto que ese era el número de hermanos que formaban los Dáctilos. Otras tradiciones decían que habían sido fundados por Zeus tras su victoria sobre Crono, o por el otro Heracles, el hijo de Alcmena.

### Origen histórico

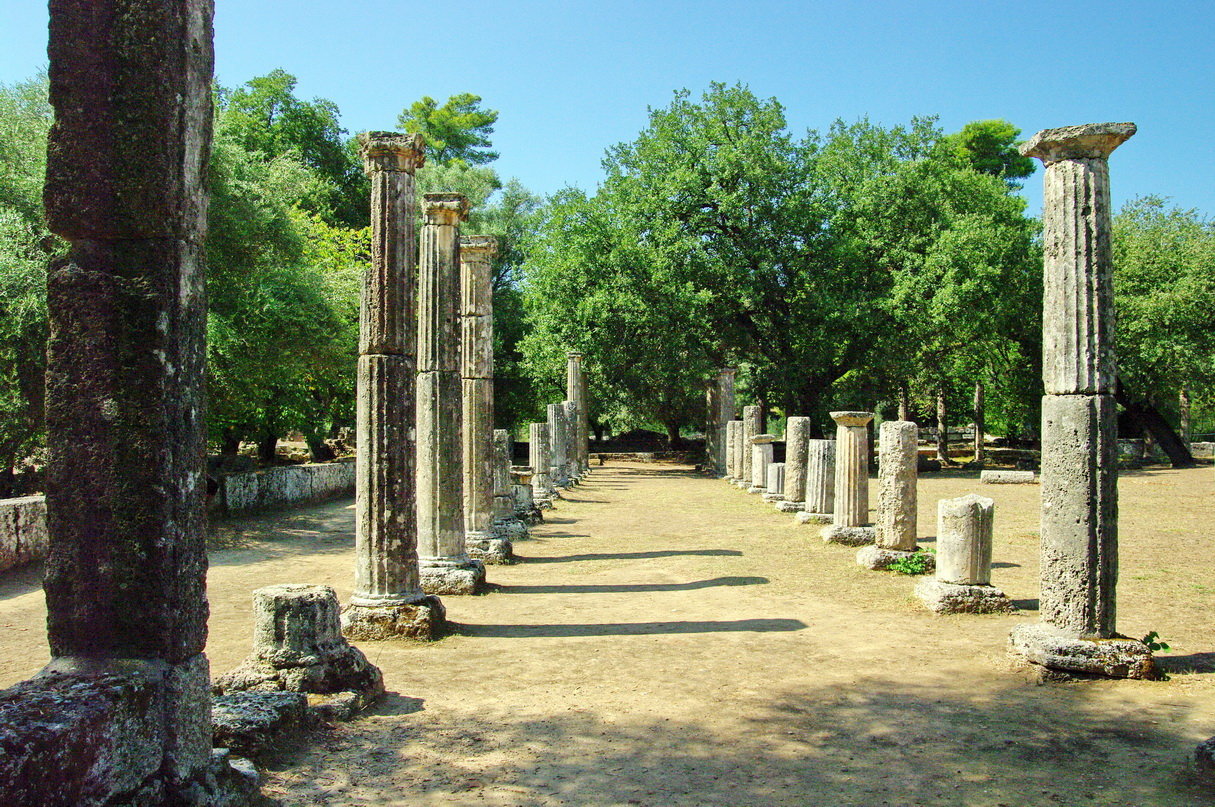
Palestra de Olimpia

Comúnmente se estima que los primeros juegos olímpicos se realizaron en el 776 a. C., cuyo vencedor de la única justa, la carrera del estadio, fue Corebo de Élide. Estos juegos se desarrollaron bajo el reinado de Ífito de Élide, a quien se consideraba fundador o renovador de las olimpiadas. Esta fecha se basa en una lista de vencedores de los juegos recopilada a finales del siglo V a. C. por Hipias de Élide y desde entonces las fechas de las olimpiadas se emplearon para definir la cronología de la historia de la antigua Grecia. Algunos autores, sin embargo, opinan que la fecha de restablecimiento de los juegos por Ífito ocurrió mucho antes, en 884 a. C., debido a un pasaje de Eusebio de Cesarea que indica que no se conservaron los nombres de los ganadores de las 27 primeras ediciones de los juegos.
Su denominación se debe al lugar de su celebración: Olimpia, el emplazamiento del santuario más importante del dios Zeus y situada en el valle del Alfeo. Se celebraban cada cuatro años entre los meses de julio y agosto.
El valor de los Juegos antiguos fue múltiple: representó una manifestación religiosa de acatamiento a los dioses; contribuyó al desarrollo armónico del cuerpo y del alma; favoreció la amistad de los pueblos y ciudadanos.

## La importancia social de los Juegos Olímpicos

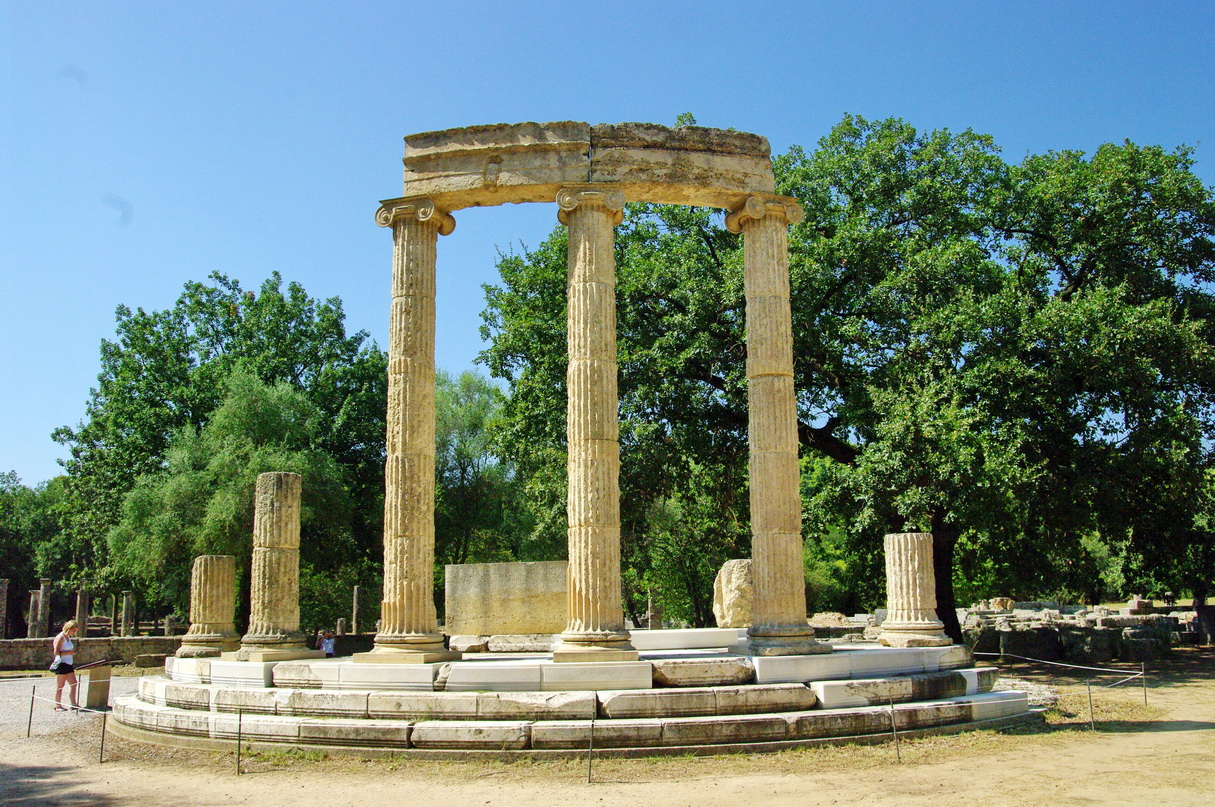
Filipeo.

En las ciudades, los organizaban y dirigían sus magistrados que representaban en ellos al Estado. La vida pública quedaba paralizada durante las fiestas ya que se suspendía toda actividad oficial. Durante ellas solamente se resolvían los asuntos de extrema urgencia. Ejercían una gran influencia en las relaciones de los Estados, se acudía a ellos desde los sitios más remotos y se establecían treguas de carácter sagrado.
Los juegos públicos eran una ocasión de acercamiento entre los Estados griegos. Constituían el alma de las relaciones interhelénicas, puesto que equivalían a verdaderas asambleas generales del pueblo griego. 
Progresivamente, además de las polis de la Grecia continental, aumentó la participación de las múltiples colonias griegas diseminadas por las costas del Mediterráneo. Aprovechando la gran afluencia de gentes, durante esas fechas se celebraba también una gran feria comercial. Olimpia se convirtió en una poderosa fuerza que aglutinó, con la idea de un panhelenismo creciente, a todos los emigrantes griegos dispersos por el mundo helénico. 
La participación oficial de las ciudades griegas en las ofrendas y sacrificios y la colaboración de los particulares creaba una sensación de hermandad y surgía el sentimiento de la pertenencia a una estructura sociopolítica superior al de la polis. Paralelamente el espíritu de competencia, monopolizado tradicionalmente por la nobleza, se extendió al resto de la sociedad, que sin abandonar aún sus raíces religiosas, infundieron características más democráticas.

## La tregua sagrada

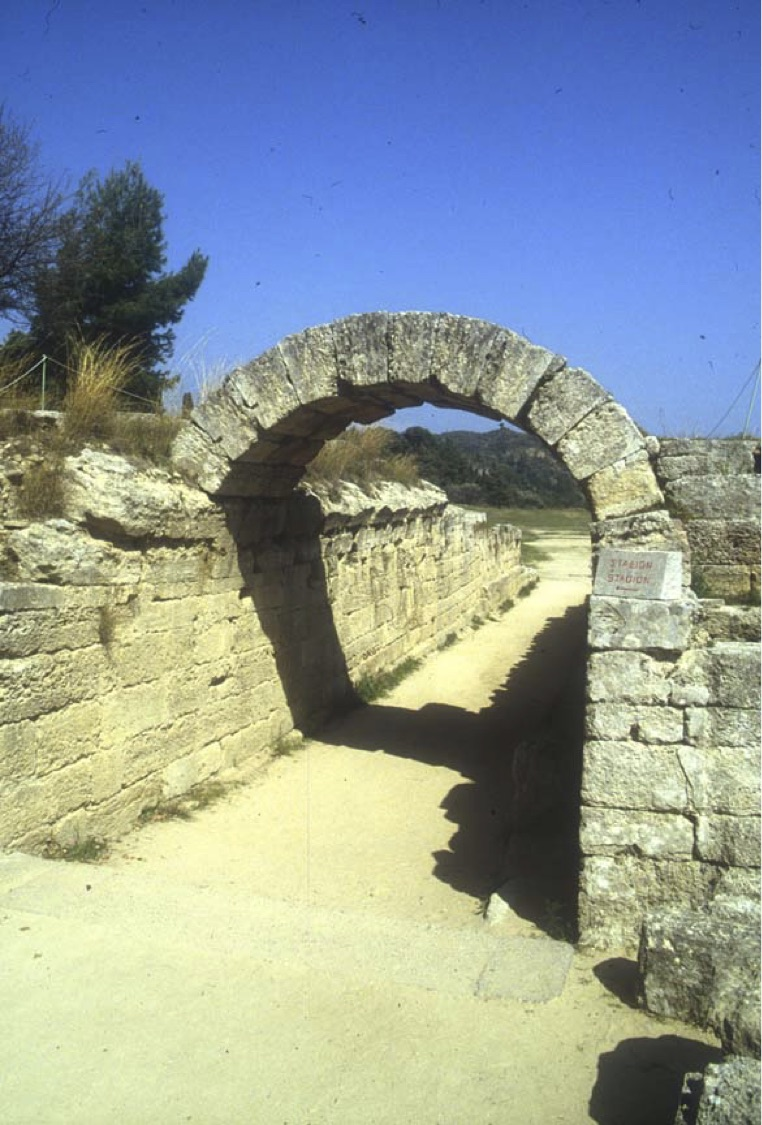
Entrada para los atletas al estadio

Uno de los aspectos más destacados de los juegos era la tregua sagrada (ἐκεχερία), cuyo origen se remonta hasta el reinado de Ífito, que hizo inscribir en un disco que se conservaba en el templo de Hera los términos de la tregua. Esta tregua suponía la prohibición de toda actividad bélica durante un periodo de duración desconocida pero del que se sabe que se extendía desde un tiempo antes hasta un tiempo después del desarrollo de los juegos. 
Inicialmente la tregua incluyó sólo lugares ubicados en el Peloponeso pero posteriormente se amplió a todas las ciudades que deseasen participar en los Juegos.  Si una ciudad no aceptaba someterse a esta norma, quedaba excluida de la participación en los Juegos Olímpicos y si, habiéndola aceptado, violaba la tregua, debía afrontar importantes multas y sus representantes eran expulsados.

## Las pruebas deportivas
Una de las características más íntimas de los antiguos griegos era su espíritu agonístico. La voz griega agón equivalente de la latina certamen, se aplica a toda lucha que enfrenta a dos adversarios. En los juegos Olímpicos había diferentes competiciones:

### Agones atléticos
De los agones atléticos, las carreras eran las únicas que podían tener vencedores por sí solas, en cambio el salto de longitud y los lanzamientos de disco y jabalina figuraban únicamente como tres de las pruebas que integraban el pentatlón.
- Las carreras: 
  - La carrera primordial y más antigua era la de velocidad que constaba de 192,27 metros (un estadio).
  - Más tarde, en 724 a. C., se incorporó el diaulo que era una carrera de velocidad pero de ida y vuelta.
  - En el año 720 a. C. se agregó el dólico, cuya distancia no está clara puesto que algunos le atribuían una medida de siete estadios, otros de 12 y otros de 24.
  - Se añadió el hoplitódromo, una carrera con armamento, que servía como preparación para la guerra. Los participantes, exclusivamente adultos, corrían 384 metros armados (la distancia de un diaulo), al principio con escudo, casco y grebas; más tarde, solo con escudo.
- Salto de longitud: de todos los saltos que existen en la actualidad, el único practicado por los griegos era el de longitud. Los atletas tomaban impulso y saltaban sobre un foso de tierra. No se median las longitudes, sino que se comparaban las huellas dejadas por los competidores. Para ayudarse en los saltos, los atletas llevaban en las manos pesas o halterios de piedra o de bronce, cuyo peso oscilaba entre los 1 y 5 kg. Algunos autores de la Antigüedad indican determinadas marcas logradas por los saltadores que llegan incluso a superar los 16 metros. Hay estudiosos modernos que las consideran marcas ficticias o producto de errores de transcripción, pero otros han tratado de explicarlas como resultado de la suma de tres saltos o con la posibilidad de que el salto fuera triple.[19]
- Lanzamiento de disco: Los competidores lanzaban discos que en un principio eran de piedra y luego pasaron a ser de bronce. El tamaño y el peso variaban según la categoría de edad de los lanzadores. El disco más pesado que se ha encontrado pesa 6,6 kilos y mide 33 centímetros de diámetro. Se trataba de lograr la mayor distancia en los lanzamientos.
- Lanzamiento de jabalina: en los lanzamientos no se valoraba la puntería sino la distancia. La jabalina tenía aproximadamente la altura del lanzador y el grosor de un dedo. Aunque en su origen se trataba de un arma de guerra, la de uso deportivo carecía de punta. Los participantes lanzaban las jabalinas con una correa de unos 50 centímetros a la altura del centro de gravedad.

### Agones luctatorios

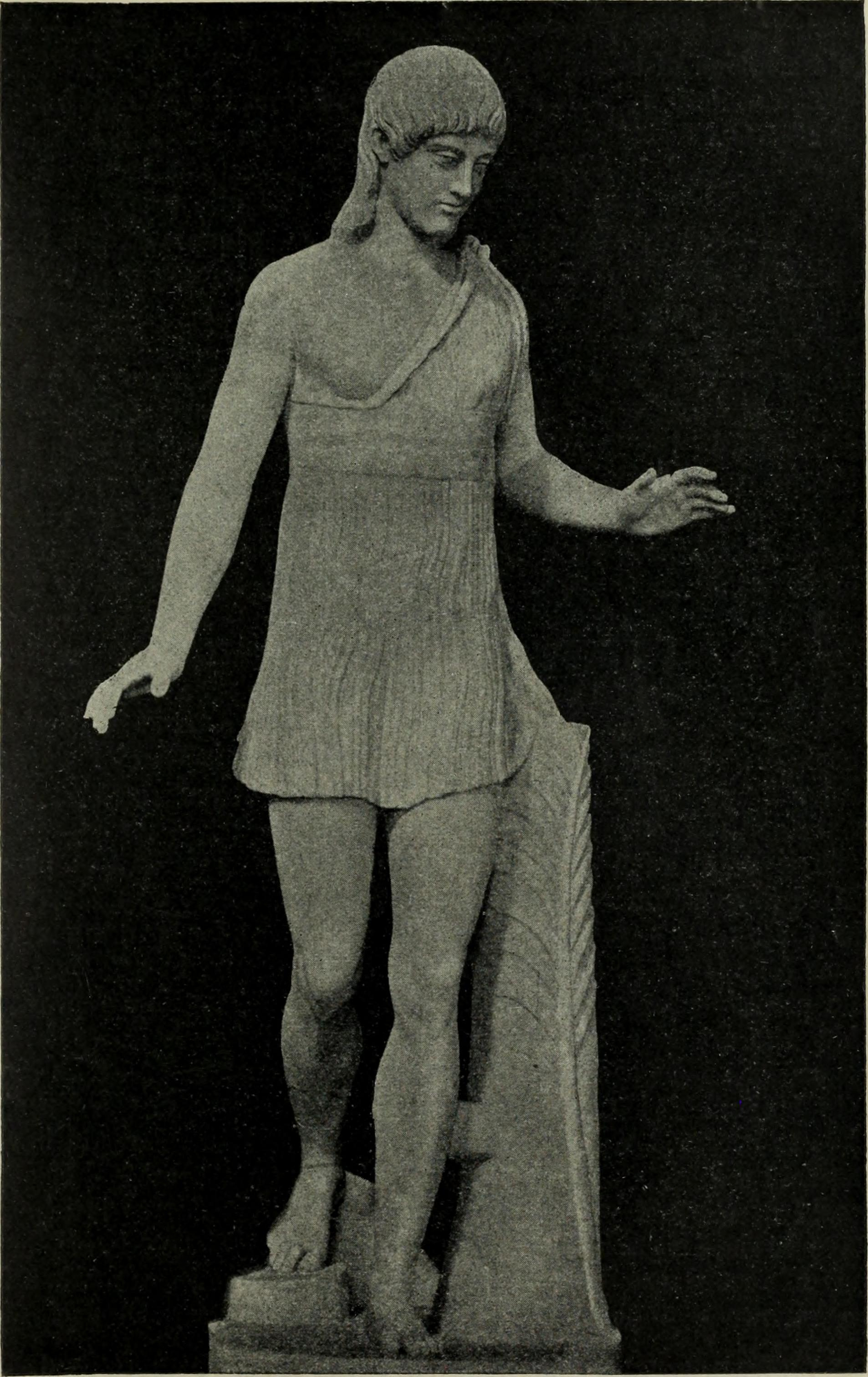
Las mujeres no podían participar en los juegos Olímpicos. Para ellas se desarrollaban los juegos Hereos.

- Lucha: el objetivo de la lucha era derribar al adversario mediante agarres y presas aunque también había otra modalidad en la que los contendientes continuaban la lucha en el suelo y entonces para ganar debían colocar de espaldas sobre el suelo al adversario. Estaban permitidas llaves dirigidas al cuello, el torso o los brazos, y también las zancadillas, pero se prohibían las llaves de piernas.[20]
- Pugilato: se introdujo en el 688 a. C. En este deporte se golpeaba al adversario únicamente con los puños. Corresponde al boxeo actual. En sus comienzos se luchaba con los puños descubiertos, pero más adelante se utilizaron guantes. El combate finalizaba cuando uno lograba poner fuera de combate a su adversario o también si uno de los contendientes levantaba el dedo índice en señal de derrota.[21]
- Pancracio: aparece en el 648 a. C. y es análogo a las artes marciales mixtas. En este deporte había que vencer al rival pudiendo golpear con cualquier parte del cuerpo al adversario. También eran válidas cualquier tipo de luxación y presas de dolor pero no se permitía meter los dedos en los ojos del adversario. El combate finalizaba con la rendición e incluso la muerte, alcanzando con el tiempo gran brutalidad.

### Agones hípicos
Los certámenes hípicos se celebraban en el Hipódromo de Olimpia, un recinto del que no se han conservados restos arqueológicos debido a la acción del río Alfeo.
- Carreras de carros: gozaban de gran popularidad de los juegos olímpicos. El carro tenía dos ruedas, el auriga estaba de pie, con las riendas en su zurda y el látigo en la diestra. El carro podía ser tirado por cuatro caballos (cuadriga) o por dos (biga). Las carreras de cuadrigas comenzaron en el año 680 a. C. Con el tiempo se introdujeron también carreras de bigas y cuadrigas para potros y carreras de carros tirados por mulos. Otra modalidad era el kalpe, que consistía en una carrera de carros en la que el auriga debía bajarse del carro en la última vuelta y seguir a pie hasta la meta, sujetando las riendas de los caballos.[22]
- Carreras de caballos: se introdujeron en el 648 a. C. Los jinetes no usaban estribos e iban descalzos. Usaban látigo para fustigar al caballo.[23]

### El pentatlón
Según Aristóteles los jóvenes más bellos eran los participantes en el pentatlón, puesto que estaban igualmente dotados para la fuerza y la velocidad. Estaba compuesto por cinco actividades: salto de longitud, carrera, lanzamiento de disco, jabalina y lucha. Se incorporó a los Juegos Olímpicos en el año 708 a. C.

### Concursos artísticos
En Olimpia también tuvieron lugar una serie de concursos artísticos. Desde el año 396 a. C. había concursos de heraldos y de trompeteros. Más tarde, en época de Nerón, se agregaron competiciones musicales, de cantores y de actores.
|                               |
| Carrera de hombres con escudo |

|                   |
| Salto de longitud |

|          |
| Pugilato |

|           |
| Pancracio |

|                   |
| Carrera de carros |

## La organización de los Juegos Olímpicos

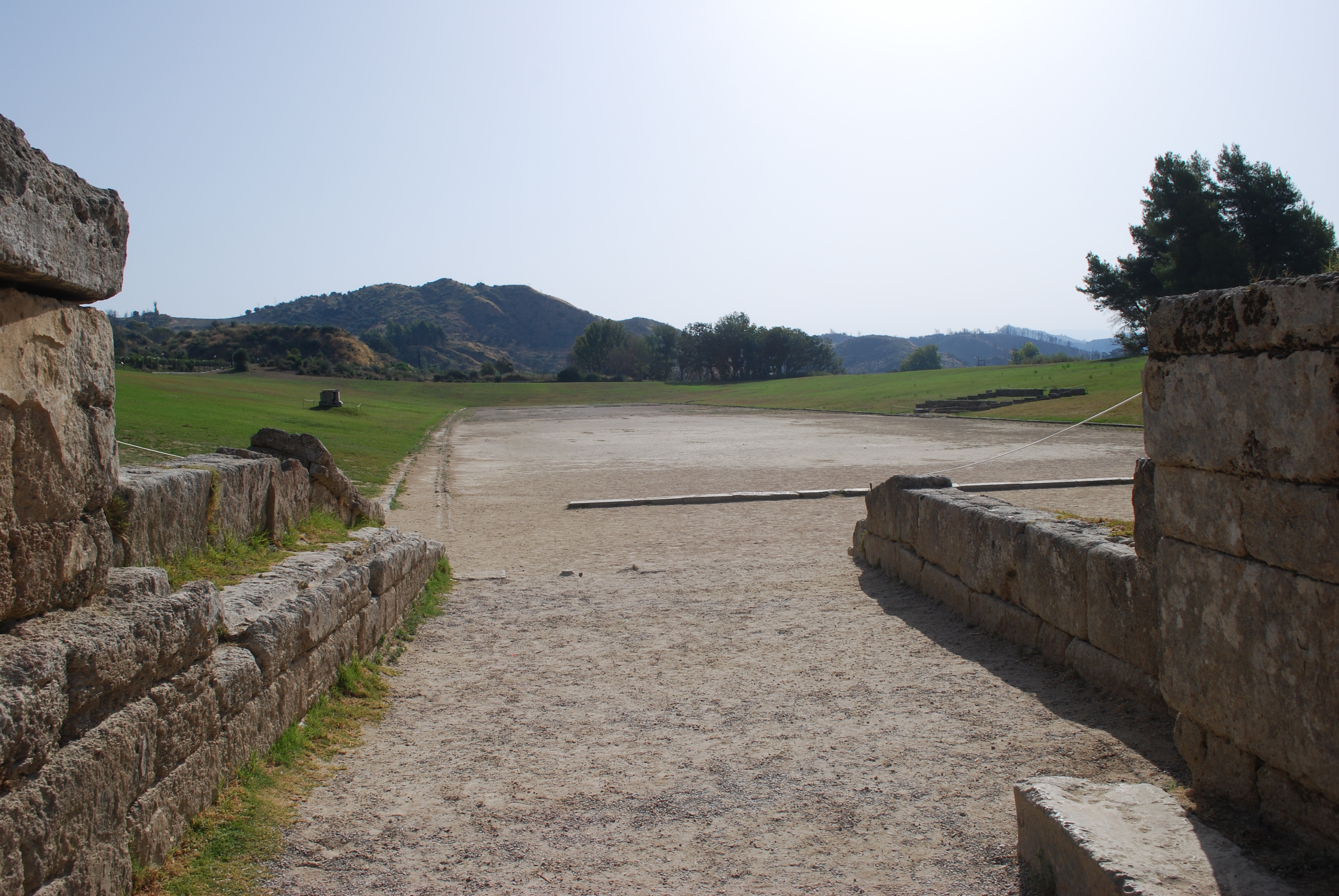
Acceso al estadio de Olimpia

En los primeros Juegos Olímpicos se realizaba una fiesta local en el santuario de Olimpia en honor a Zeus. Al instaurarse la tregua sagrada las fiestas se hicieron más complejas y requirieron de una mayor administración. Así la dirección técnica de los juegos y la administración económica pasó a manos de la Boulé de Olimpia, también llamado Consejo Olímpico. Esta estaba encargada de elegir a los jueces y podía castigarlos si tenían un mal desempeño aunque no podía cambiar sus decisiones. La Boulé controlaba también los gastos y los ingresos del tesoro de Zeus.

### Los helanódicas
Los helanódicas eran los jueces de los juegos olímpicos, tomaban su cargo con 10 meses de antelación, permanecían en su cargo por una olimpíada aunque podían ser reelectos. Sus tareas eran seleccionar a los mejores participantes, supervisar los entrenamientos, inspeccionar las instalaciones, dirigían las diferentes pruebas y condecoraban a los ganadores.

### Los theócolos
Eran altos sacerdotes que supervisaban los templos, conservaban los altares y organizaban los ritos. Su función era específicamente litúrgica.

## Normas y sanciones

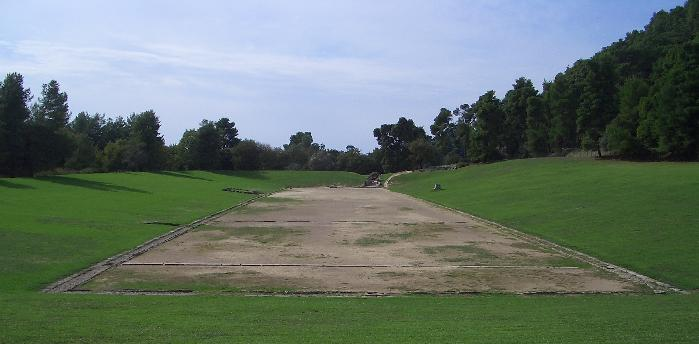
Ruinas del estadio

Se cree que existían una serie de normas que regulaban los Juegos Olímpicos en la Antigüedad, pero las sanciones que se aplicaban por la violación de estas normas eran aparentemente arbitrarias y no se conoce ningún caso en que se llegara a sancionar a algún atleta con prisión.
No se podía matar al adversario en la lucha a excepción que fuera una de las pruebas como la del pancracio, ni empujarlo en las carreras. Se contaba que Cleómedes de Astipalea había matado a su contrincante en la prueba del pugilato y había enloquecido cuando los helanódicas le privaron por ello de la victoria. Se conocen también casos de sobornos que fueron sancionados con fuertes multas.
Los que querían participar debían ser hombres griegos y de condición libre, tenían que hacer el entrenamiento reglamentario en la ciudad de Elis y prestar el juramento ritual.
En las olimpiadas más antiguas los participantes usaban un taparrabos hasta que, en el siglo V a. C., pasaron a competir desnudos, con el objeto de impedir la participación femenina encubierta. También se untaban de aceite para competir.
Con respecto a la presencia de mujeres, las casadas o viudas tenían prohibido la asistencia a los juegos. Pausanias indica que las doncellas sí podían asistir, aunque algunos historiadores consideran que esa afirmación es errónea. Como caso particular, la sacerdotisa de Deméter Camime ocupaba un lugar preferente. Por otra parte, se registran victorias de mujeres en las carreras de carros de los juegos pero esto se debe a que en esa prueba se premiaba al propietario, no al participante.

## El desarrollo de los juegos
Un año antes del comienzo de las competiciones, los atletas que aspiraban a participar en ellas debían entrenarse en sus propias polis, un mes antes de las pruebas en Elis (ciudad situada a 50 kilómetros de Olimpia). La condición de griego era indispensable para poder participar, requisito que terminó con la conquista romana.
Se supone que la duración de los Juegos era de cinco días y que los diferentes concursos llegaron a ser 23, sin incluir entre ellos los musicales o culturales.
Tampoco hay certeza del orden en que se desarrollaban los concursos pero partiendo de las hipótesis más lógicas es posible recomponer un programa aproximado de las diversas ceremonias y pruebas atléticas.
En las vísperas de los Juegos Olímpicos, jueces, atletas y entrenadores abandonaban Elis y se dirigían a Olimpia ante el altar de Zeus, los atletas, padres, hermanos hacían un juramento que no iban a delinquir en nada contra los Juegos Olímpicos. Los atletas también hacían un juramento manifestando que durante 10 meses sucesivos habían seguido estrictamente las normas del entrenamiento.
El festival olímpico comenzaba con sacrificios rituales en honor de Zeus y de Pélope. Al día siguiente empezaban los eventos competitivos. El primer día se realizaban competiciones para niños: carrera, pugilato y lucha. El segundo día estaba destinado a las carreras de adultos (estadio, diaulo y dólico) y también a la lucha, el pugilato y el pancracio. Estas pruebas continuaban durante el tercer día y, por la tarde, se desarrollaba la carrera con armas. El cuarto día empezaba con la prueba del pentatlón y por la tarde se desarrollaban actividades ecuestres en el hipódromo. En el quinto día tenían lugar las carreras de carros tirados por caballos, que eran el espectáculo olímpico más emocionante. Era la jornada aristocrática por excelencia debido a que se trataba de la prueba más costosa. Como el vencedor era el dueño de la cuadriga o el caballo ganador, podía serlo una mujer.
El sexto día era el cierre de los juegos, se realizaba una procesión de acción de gracias, un banquete para los vencedores y la entrega de premios.

## Los premios
Los ganadores de las diversas pruebas eran aclamados por el público, que les arrojaban flores y hojas frescas y recibían un premio que consistía en una corona de olivo salvaje. También existía la costumbre de ceñir una cinta de lana en la cabeza del vencedor. Además, en épocas posteriores se otorgaba también al vencedor una hoja de palma.
La ceremonia de entrega de premios se realizaba en la entrada del templo de Zeus. Los heraldos proclamaban el nombre, el lugar de nacimiento, el linaje y la prueba de cada uno de los vencedores. Estos se presentaban con la cinta ceñida a la cabeza y la rama de palma en la mano derecha y el helanódica más antiguo los coronaba con la rama de olivo.
También se permitía que los vencedores pudieran dedicar una estatua con su imagen como conmemoración de su victoria. Por otra parte, los nombres de los vencedores también figuraban en un registro oficial. Al regresar a sus polis los ganadores eran recibidos como héroes; poetas y oradores narraban sus hazañas y en algunas ciudades recibían recompensas monetarias.

## El ocaso de los Juegos Olímpicos
A partir del siglo IV a. C. los macedonios participaron también en los juegos olímpicos. Filipo II ganó en la carrera de carros en tres olimpiadas consecutivas. Tras la conquista romana de Grecia, estos también participaron de los juegos.
Se han mencionado múltiples causas que contribuyeron al declive de los juegos, entre ellas las derivadas de la pérdida de la autonomía política de los griegos, el auge del cristianismo, las invasiones de los hérulos, el aumento del profesionalismo que derivaba en mayor brutalidad y corrupción para la obtención de triunfos, un menor prestigio de Olimpia debido a la organización de juegos deportivos alternativos y la influencia de pensadores como los sofistas en la educación griega, además de otros factores socioeconómicos y desastres naturales.
Aunque a principios del siglo III la riqueza monumental de Olimpia se hallaba en su plenitud, a mediados de ese mismo siglo tuvo lugar una invasión de los hérulos, y no se conservan registros de vencedores olímpicos de los siguientes ochenta años, por lo que aunque probablemente los juegos siguieron realizándose con regularidad, no hay certeza de lo que ocurrió en Olimpia durante esos años.
El último ganador de los Juegos Olímpicos conocido fue Varazdat, un príncipe de Armenia, en el 385. Tras la adopción del cristianismo como religión oficial del imperio con el Edicto de Tesalónica (27 de febrero 380), el emperador Teodosio I prohibió los ritos paganos en el año 392. En 395-396 las hordas godas invadieron y saquearon Olimpia y en el 408, Teodosio II y Honorio emperadores de los imperios romanos de occidente y oriente, decretaron la destrucción de los templos y lugares dedicados a dioses paganos. En 426 los templos y otros edificios de Olimpia fueron incendiados.